# شورابه
شورابه مرکزولسوالی مرغاب ولایت غور در کشور افغانستان است.